# NGC 1704
NGC 1704 (również ESO 56-SC9) – gromada otwarta, znajdująca się w gwiazdozbiorze Złotej Ryby. Należy do Wielkiego Obłoku Magellana. Odkrył ją James Dunlop w 1826 roku.